# منطقه پروازی میدن‌میر
منطقه پروازی میدن‌میر (به انگلیسی: Middenmeer Aerodrome) (به زبان بومی: Vliegveld Middenmeer) یک فرودگاه همگانی است که یک باند فرود چمن دارد و طول باند آن ۴۰۰ متر است. این فرودگاه در شهر میدن‌میر کشور هلند قرار دارد و در ارتفاع -۴ متری از سطح دریا واقع شده‌است.